# NGC 3281B
NGC 3281B (другое обозначение — PGC 83203) — линзообразная галактика (S0) в созвездии Насос.
Этот объект не входит в число перечисленных в оригинальной редакции «Нового общего каталога» и был добавлен позднее.